# Chironomus entis
Chironomus entis är en tvåvingeart som beskrevs av Schobanov 1989. Chironomus entis ingår i släktet Chironomus och familjen fjädermyggor.
Artens utbredningsområde är Estland. Arten har ej påträffats i Sverige. Inga underarter finns listade i Catalogue of Life.